# Wilamowice
Wilamowice (vilamovsky Wymysoü, německy Wilmesau) jsou město v jižním Polsku ve Slezském vojvodství v okrese Bílsko-Bělá, sídlo gminy Wilamowice. Leží ve Wilamovském podhůří mezi Bílskem-Bělou a Osvětimí. K 31. 12. 2015 zde žilo 3 035 obyvatel, rozloha obce činí 10,35 km². Z Wilamowic pocházeli mj. lvovský arcibiskup a katolický světec Józef Bilczewski (1860–1923) a továrník Adolf Landsberger (1840–1914).

## Dějiny a památky
Obec byla poprvé zmiňována v roce 1326 jako Novovillamowicz. Její zakladatelé, němečtí kolonisté patrně v čele s jistým Vilémem, dříve založili dnešní Starou Wieś (Wilhelmsdorf/Wymysdiüf), která se však na rozdíl od Wilamowic časem poslovanštila. Mezi místními se traduje, že jejich předkové přišli z Vlámska, Fríska či Skotska, moderní lingvistické a etnografické výzkumy však tuto hypotézu vyvracejí a vidí přímou spojitost mezi Vilamovany a slezskými Němci.
Oblast patřila Osvětimskému knížectví a s ním byla součástí nejdříve Koruny království českého, poté v letech 1457–1772 Polska, resp. polsko-litevské říše, a následně Habsburské monarchie. Z kulturně-geografického hlediska se řadí k Malopolsku neboli Západní Haliči.
V roce 1808 se vilamovští sedláci za 30 tisíc rýnských zlatých vykoupili z poddanství a roku 1818 obec získala městská práva. Při rakouském sčítání lidu v roce 1900 uvedlo 67 % obyvatel Wilamowic obcovací řeč německou a 33 % polskou, vedle 97,2 % katolíků zde žilo 42 židů. Významnou hospodářskou úlohu ve městě hrál obchod a textilní výroba.
Mezi zdejší památky patří novogotický kostel s 72 m vysokou věží stavěný mezi lety 1923 až 1984 a zástavba kolem náměstí (Rynku) z přelomu 19. a 20. století včetně radnice a budovy školky zvané Ochronka sv. Anny.

## Vilamovština

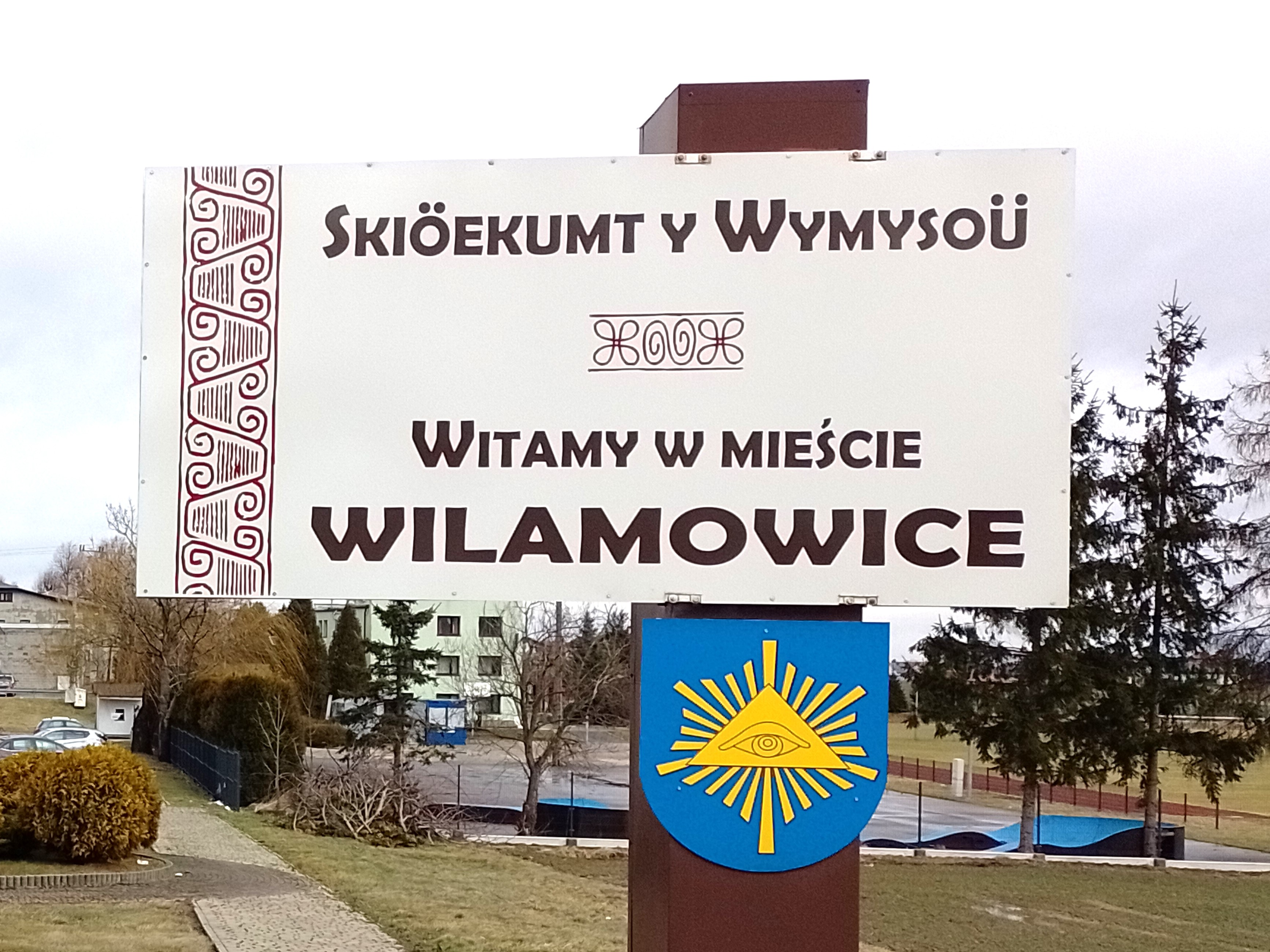
Uvítací cedule s nápisem Vítejte ve Wilamovicích vilamovsky

Zvláštností městečka je vlastní jazyk – vilamovština. Jedná se o středoněmecký dialekt, který je dnes jediným pozůstatkem někdejšího bílsko-bělského jazykového ostrova a od 19. století se, mj. zásluhou básníka Floriana Biesika, řadí k tzv. spisovným mikrojazykům (srov. Łysohorského laština).
Na rozdíl od ostatního německého obyvatelstva v regionu, nebyli Vilamované po druhé světové válce podrobení důslednému odsunu, a to díky tomu, že se většina jich hlásila pouze k regionální identitě, nikoli německé národnosti a německému státu. Nicméně poválečné perzekuce, včetně vyhánění z domovů polskými sousedy bezprostředně po válce, a dokonce oficiální zákaz používat na veřejnosti nepolský jazyk v letech 1945–1956 vedly k zastavení mezigeneračního přenosu. V současnosti vilamovštinu ovládá pouze kolem 50 představitelů nejstarší, ještě před válkou dospívající, generace a skupina mladých nadšenců soustředěných kolem spolku Wilamowianie, kteří se věnují co nejúplnějšímu zdokumentování místního jazyka a usilují o jeho alespoň částečnou obrodu.
Podle odhadů dnes ve městě žije zhruba 1 800 potomků původních Vilamovanů.

## Osobnosti města
- Józef Bilczewski (1860–1923), latinský arcibiskup lvovský, polský světec

## Partnerská města
- Dolní Benešov, Česko
- Rajecké Teplice, Slovensko